# Nowe Zacieczki
Nowe Zacieczki – przysiółek wsi Zacieczki w Polsce, położony w województwie podlaskim, w powiecie grajewskim, w gminie Szczuczyn.
W latach 1975–1998 przysiółek administracyjnie należał do województwa łomżyńskiego.